# بمب‌گذاری مرداد ۱۳۹۵ کابل
در روز شنبه ۲ اسد ۱۳۹۵ در جریان تظاهرات میلیونی هزاره‌ها در شهر کابل پایتخت افغانستان ۳ انفجار توسط بمب‌گذاران انتحاری در محلهٔ دهمزنگ انجام شد که طی آن‌ها دستکم ۸۰ نفر کشته و بیش از ۲۳۱ نفر زخمی شدند.هزاره‌ها غالباً مسلمان شیعه هستند.
این تظاهرات که با عنوان «جنبش روشنایی» برگزار شده بود در اعتراض به تغییر تصمیم دولت در عبور خطوط انتقال برق وارداتی از ترکمنستان صورت گرفت. این خطوط قرار بود ابتدا از بامیان رد شود اما در تغییری ناگهانی دولت افغانستان تصمیم گرفت مسیر سالنگ را انتخاب کند. تظاهرات جنبش روشنایی در ادامه تبدیل به تحصن شد.
از آنجا که دولت راه‌های منتهی به خیابان‌های تظاهرات را با موانع بتنی بسته بود، دسترسی آمبولانس‌ها به زخمی‌ها با کندی انجام گرفت.
پس از انفجار طالبان در بیانیه‌ای اظهار داشت که آن‌ها هیچ دخالتی در این حمله نداشته‌است. سخنگوی طالبان گفت که این حمله علیه شیعیان هزاره توسط «حلقه دشمن» صورت گرفته‌است. کمی بعد آژانس خبری اعماق وابسته به داعش اعلام کرد: «دو مبارز داعش کمربندهای انتحاری خود را در اجتماع شیعیان در شهر کابل افغانستان منفجر کردند.»
بیشتر مجروحان به بیمارستان استقلال در نزدیکی محل حادثه برده شدند. پس از این رویداد مقامات وزارت کشور افغانستان برگزاری هر گونه تظاهرات را تا ۱۰ روز ممنوع اعلام کرد. این حمله علیه هزاره‌ها از حیث تعداد قربانیان در ۱۵ سال گذشته بی‌سابقه است. در آذر ۱۳۹۰ در جریان حملهٔ انتحاری به عزاداران شیعه در روز عاشورا ۷۸ تن کشته شدند که بیشتر آن‌ها هزاره بودند.
بعد از انفجار مهاجرین کشورهای استرالیا، اروپا، آمریکا و غیره کمک‌های مالی هنگفتی را برای «جنبش روشنایی» ارسال کردند. کمیته مالی «جنبش روشنایی» زخمی‌های واجد شرایط را تحت نظر دکتر معالج شان برای تداوی به خارج از کشور مخصوصاً هندوستان انتقال دادند؛ و مابقی شان را در شفاخانه‌های داخلی تحت تداوی قرار دادند.
در این انفجار به تعداد ۷ نفر ماستر ۲۵ نفر لیسانس ۴۰ نفر محصل برحال «دانشگاه کابل»، «دانشگاه پولی‌تخنیک کابل» و «دانشگاه تعلیم تربیه» از جملهٔ کشته شدگان فاجعه دهمزنگ است.
به نقل از «روزنامه اطلاعات روز» در این حمله ۸۰ نفر کشته و ۲۳۰ نفر زخمی شدند، اجساد شهدای «جنبش روشنایی» در تپه موسوم به «تپه شهدای جنبش روشنایی» روشنایی که طرف غرب شهرک امید سبز که موسوم به شهرک حاجی نبی است دفن کردند.
تکه‌های بجا مانده «جنبش روشنایی» که قابل شناسایی نبودند در «مصلای مزاری» دفن کردند.
داود ناجی یکی از سران «جنبش روشنایی» برای رسیدگی به وضعیت مجروحین عازم دهلی نو هندوستان شده است؛ و در گزارش نوشته است که وضعیت مجروحین رضایت بخش است.
در رسانه اجتماعی هم «جنبش روشنایی» بازتاب‌های بی‌سابقه داشت. به گزارش بی‌بی‌سی یکی از داغ‌ترین هشتگ‌ها را برای نخستین بار در تاریخ افغانستان جنبش روشنایی بنام خود رقم زده است. هدف آن‌ها از «داغ» کردن این هشتگ این بود که رسانه‌های معتبر و بزرگ جهان بیشتر به این موضوع بپردازند و دولت هم تحت فشار قرار گیرد.
محمد اشرف غنی ضمن محکوم کردن این حادثه تأکید کرد که نیروهای امنیتی و دفاعی کشور انتقام قربانیان این حادثه را از آنان می‌گیرند.
وی به شهرداری کابل دستور داد به احترام و ماندگاری یاد و نام شهدای حمله تروریستی داعش، میدان «دهمزنگ» کابل به «میدان شهدا» نام گذاری شود.

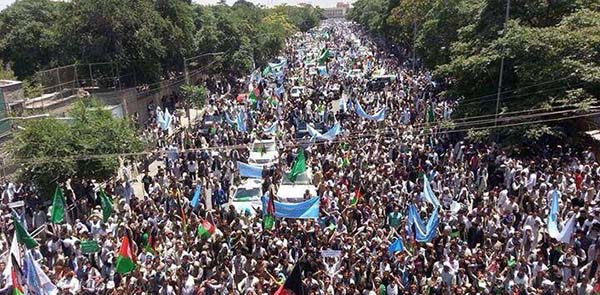
چند ساعت قبل از انفجار - تظاهرات دوم اسد جنبش روشنایی.